# Toxorhina flavicostata
Toxorhina flavicostata är en tvåvingeart som beskrevs av Alexander 1954. Toxorhina flavicostata ingår i släktet Toxorhina och familjen småharkrankar.
Artens utbredningsområde är Mauritius. Inga underarter finns listade i Catalogue of Life.